# حارة الأتحاد (المحفد)
الأتحاد هي إحدى حارات حي 5 أكتوبر بمدينة المحفد التابعة لمحافظة أبين، بلغ تعداد سكانها 103 نسمة حسب تعداد اليمن لعام 2004.